# Khatchatour Taronetsi
Khatchatour Taronetsi ou Khatchatour de Taron (en arménien Խաչատուր Տարոնեցի) est un poète, musicien et musicologue arménien du XIIe siècle, aux dates de naissance et de mort incertaines (1100 ? - 1184 ?).

## Biographie
Khatchatour serait né vers 1100 au Taron, une région de l'Arménie historique. À une époque indéterminée, il s'installe en Arménie zakaride, le nord-est de l'Arménie libéré par les Zakarian, généraux arméniens des rois de Géorgie. Il y refonde en 1184 le monastère de Haghartsin avec l'aide du roi Georges III de Géorgie, qui lui accorde son estime, et des princes Zakarian, et y fonde une école de musique renommée. Il y serait mort vers 1184.

## Œuvre
Khatchatour est connu comme compositeur de charakans (hymnes canoniques) et notamment de tagh (forme hymnodique), dont l'un, Khorhurd khorin (« Profond mystère »), est toujours chanté en début d'office apostolique arménien.
On lui a souvent attribué, semble-t-il par erreur, la paternité de la notation khaz, des neumes arméniens remontant au moins au IXe siècle. Il aurait en fait plutôt participé à la modification de leur aspect et de leur écriture survenue au XIIe siècle.